# 아틀레티코 마드리드 B
아틀레티코 마드리드 B(Atlético Madrid B)는 스페인 마드리드 지방의 축구 클럽으로 아틀레티코 마드리드의 리저브팀이며 현재 프리메라 페데라시온에 참가하고 있다.

## 선수 명단

### 현역
참고: FIFA 자격 규정에 따라 소속된 국가대표팀 국기를 표시합니다. 선수는 복수의 FIFA 비회원국 국적을 가지고 있을 수 있습니다.
| 번호 | 포지션 | 국적 | 이름            |
| ---- | ------ | ---- | --------------- |
| 5    | RW     |      | 이유찬          |
| 12   | DF     |      | 헤르니모 스피나 |

| 번호 | 포지션 | 국적   | 이름          |
| ---- | ------ | ------ | ------------- |
| 18   | MF     | 기니   | 셀루 디알로   |
| 19   | FW     | 모로코 | 압데 라이하니 |

## 역대 감독
| 감독                   | 임기        |
| ---------------------- | ----------- |
| 안토니오 로페스 아바스 | 1990 ~ 1991 |
| 오스카르 메나          | 2014        |